# アデプト
アデプト（adept）とは、一般的には「達人」や「名人」を意味する英単語である。近現代のオカルティズムでは、しばしば霊的に高位の人物を指す専門用語として用いられ、その場合アデプトゥス（adeptus）というラテン語表記も見られる。
日本語では、アデプト（熟達者）は神に近づいた「最終解脱者」であるという解説もみられる（解脱は仏教用語）。

## 語源
「adept」という英語は、「（卑金属を金に変える金属転換の秘密に）到達した者」というラテン語 adeptus （アデプトゥス）に由来している。

## 錬金術
1500年から1700年に最盛期を迎えた錬金術（キミア）では、自然界でも金属転換は自然に起こっていると信じられており、この自然過程は遅いので、錬金術師たちは、金属転換を速やかに行うには、それを加速する添加物（現代で言う触媒のようなもの）が必要だと考えており、全ての金属の転換に使えるものが「賢者の石」であるとされていた。金への金属転換を成功させるには、正しい出発物質（金属かアンチモンのような半金属と考える錬金術師が多かった）を知り、それに対する正しい処方（操作）を発見する必要があり、これを知る者がアデプト（匠）とされた。

## 神秘学
魔術系秘密結社「黄金の夜明け団」では、「アデプトゥス」の名は中位の位階に使われる。ただしこれより高い位階は「肉体を持った者は到達できない」名目上のものであるため、事実上の最高位と言える。
「黄金の夜明け団」で確立された位階制度は、他の多くの魔術結社も踏襲しており、同様にアデプトゥスの語も導入している。
銀の星#R∴C∴（薔薇十字）団も参照

## フィクション
神秘学の用法を踏まえ、ファンタジー要素のあるフィクションでは、しばしばアデプトがある種の魔法使いとして登場する。
ロールプレイングゲーム
- シャドウラン : 第4版では、魔力を肉体強化に用いる者のこと。
- アースドーン : プレイヤーキャラクターのこと。「英雄候補生」といった扱い。